# Меморіал 56 підписантам Декларації Незалежності
Меморіал 56 підписантам Декларації незалежності (англ. Memorial to the 56 Signers of the Declaration of Independence) — меморіал із зображенням підписів 56 осіб, які підписали Декларацію незалежності Сполучених Штатів. Розташований у садах Конституції на Національній алеї у Вашингтоні, округ Колумбія. Меморіал доступний для відвідувачів, перейшовши дерев’яним мостом на невеликий острів, розташований в озері між проспектом Конституції та Дзеркальним басейном, неподалік від Меморіалу ветеранів В’єтнаму. 

## Історія
Публічний закон 95-260 був прийнятий Конгресом у 1978 році для створення меморіалу підписантам Декларації незалежності. Меморіал є подарунком від Адміністрації з нагоди 200-річчя Американської революції та складається з 56 кам’яних блоків, на кожному з яких є факсиміле фактичного підпису автора, його професії та його рідного міста. Він був присвячений 4 липня 1984 року, рівно через 208 років після того, як Конгрес проголосував за схвалення Декларації незалежності.

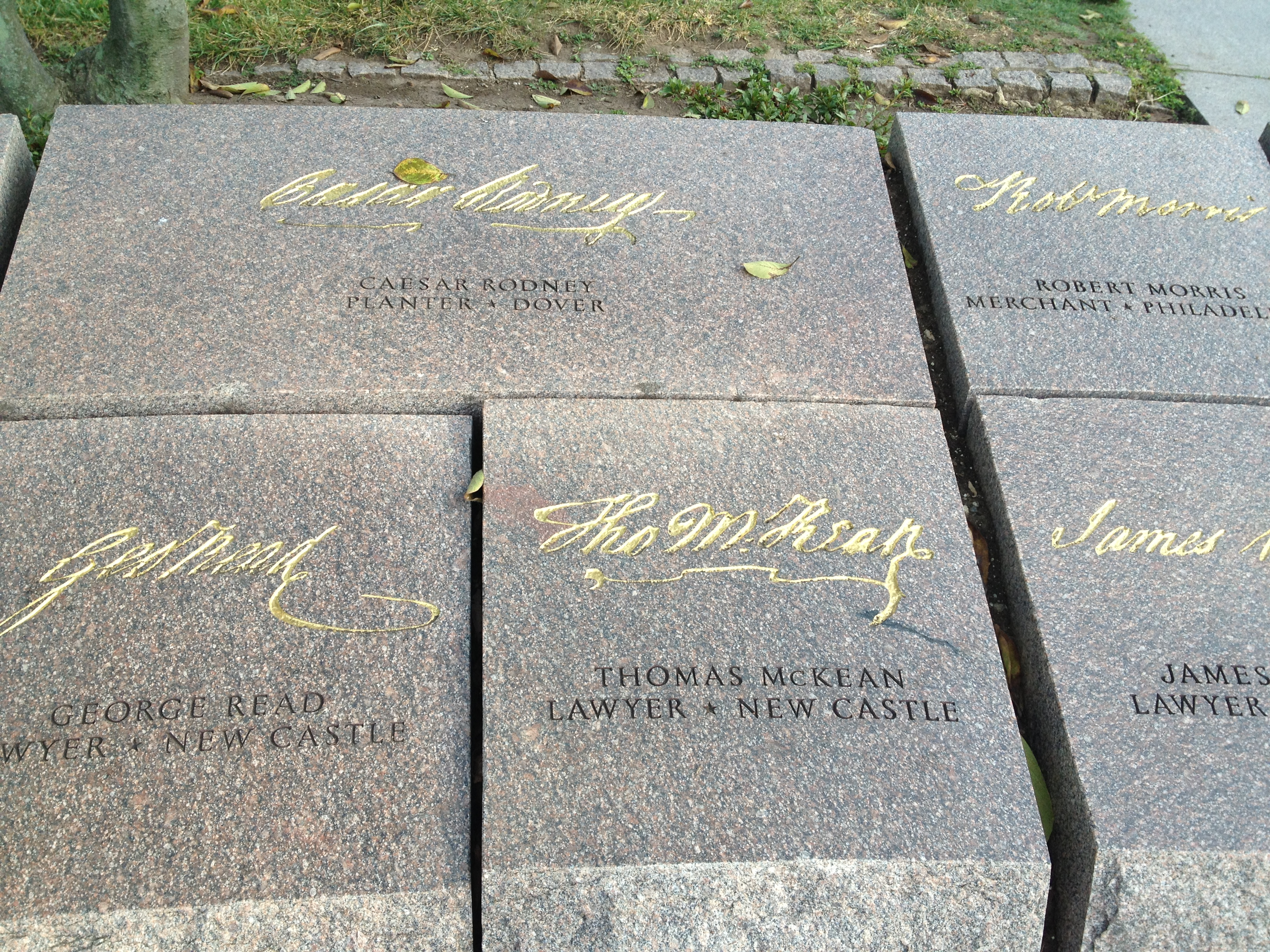
На кожному пам’ятному камені є підпис делегата, ім’я, рід діяльності та місце проживання.

## Меморіал підписантів
П'ятдесят шість делегатів Другого Континентального Конгресу підписали Декларацію Незалежності і вшановані на цьому Меморіалі:
Президент Континентального Конгресу:
1.  Джон Хенкок (Массачусетс)
| Нью-Гемпшир 2. Йосія Бартлетт 3. Вільям Віппл 4. Метью Торнтон Массачусетс 5. Самюел Адамс 6. Джон Адамс 7. Роберт Трет Пейн 8. Елбридж Геррі Род-Айленд 9. Стівен Хопкінс 10. Вільям Еллері Коннектикут 11. Роджер Шерман 12. Семюел Гангтінгтон 13. Вільям Вільямс 14. Олівер Уолкотт Нью-Йорк 15. Вільям Флойд 16. Філіп Лівінгстон 17. Френсіс Льюїс 18. Льюїс Морріс | Нью-Джерсі 19. Річард Стоктон 20. Джон Візерспун 21. Френсіс Гопкінсон 22. Джон Герт 23. Авраам Кларк Пенсільванія 24. Роберт Морріс 25. Бенджамін Раш 26. Бенджамін Франклін 27. Джон Мортон 28. Джордж Клаймер 29. Джеймс Сміт (делегат) 30. George Taylor (Pennsylvania politician) 31. Джеймс Вілсон 32. Джордж Росс Делавер 33. Джордж Рід 34. Цезар Родні 35. Томас Маккі́н Меріленд 36. Семюел Чейз 37. Вільям Пака 38. Томас Стоун 39. Чарльз Керролл | Вірджинія 40. Джордж Віт 41. Річард Генрі Лі 42. Томас Джефферсон 43. Бенджамін Гаррісон V 44. Томас Нельсон-молодший 45. Френсіс Лайтфут Лі 46. Картер Брекстон Північна Кароліна 47. Вільям Хупер 48. Джозеф Хьюз 49. Джон Пенн Південна Кароліна 50. Едвард Рутледж 51. Томас Гейворд-молодший 52. Томас Лінч-молодший 53. Артур Міддлтон Джорджія 54. Баттон Ґвіннетт 55. Ліман Холл 56. Джордж Волтон |